# Stazione di Isoletta-San Giovanni Incarico
Stazione di Isoletta-San Giovanni Incarico vasútállomás Olaszországban, Arce településen.

## Vasútvonalak
Az állomást az alábbi vasútvonalak érintik:
- Róma–Cassino–Nápoly-vasútvonal

## Kapcsolódó állomások
A vasútállomáshoz az alábbi állomások vannak a legközelebb:
- Stazione di Ceprano-Falvaterra (Stazione di Roma Termini, FL6)
- Stazione di Roccasecca (Stazione di Cassino, FL6)